# Obermeilingen

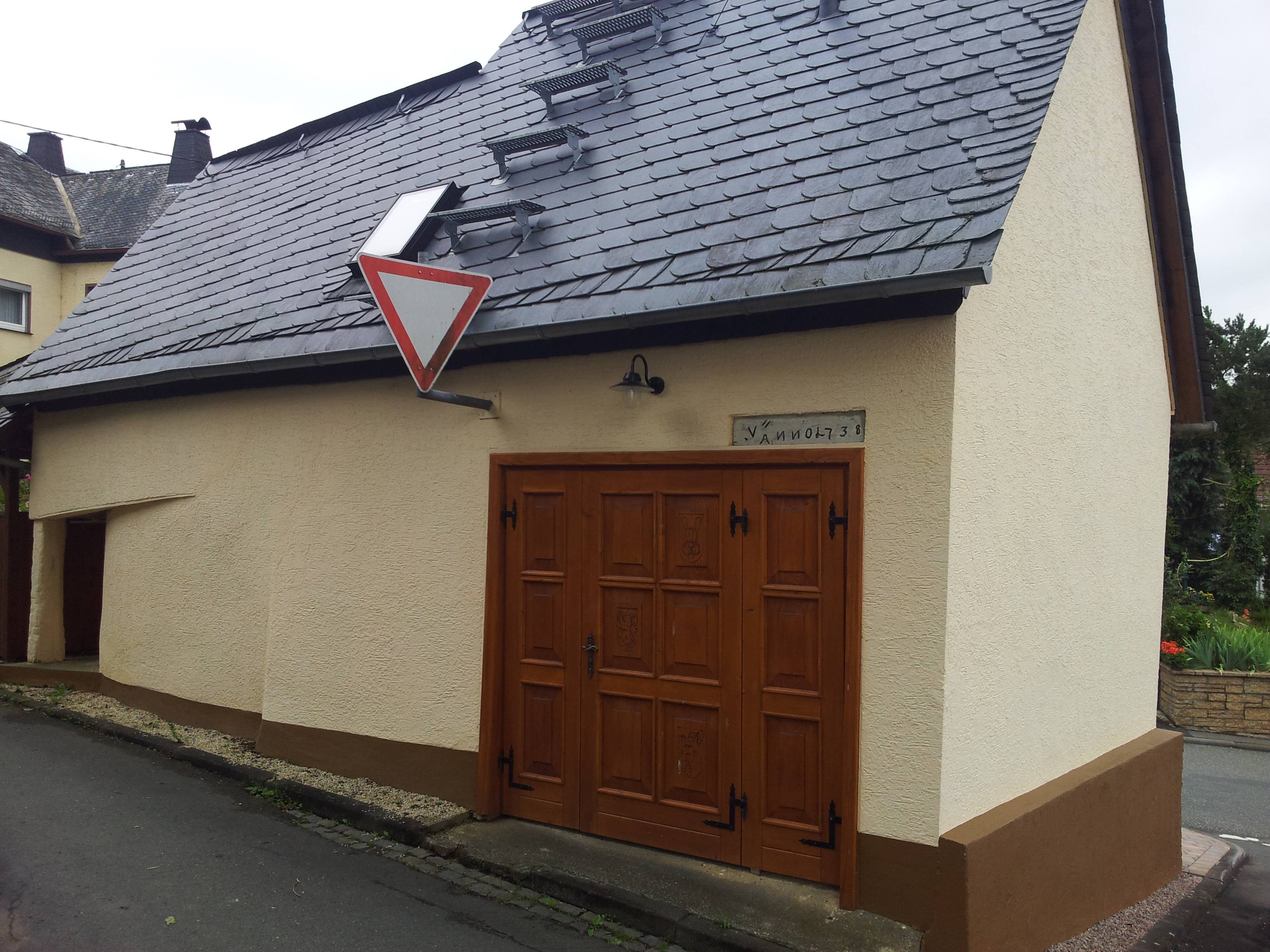
Das alte Backhaus

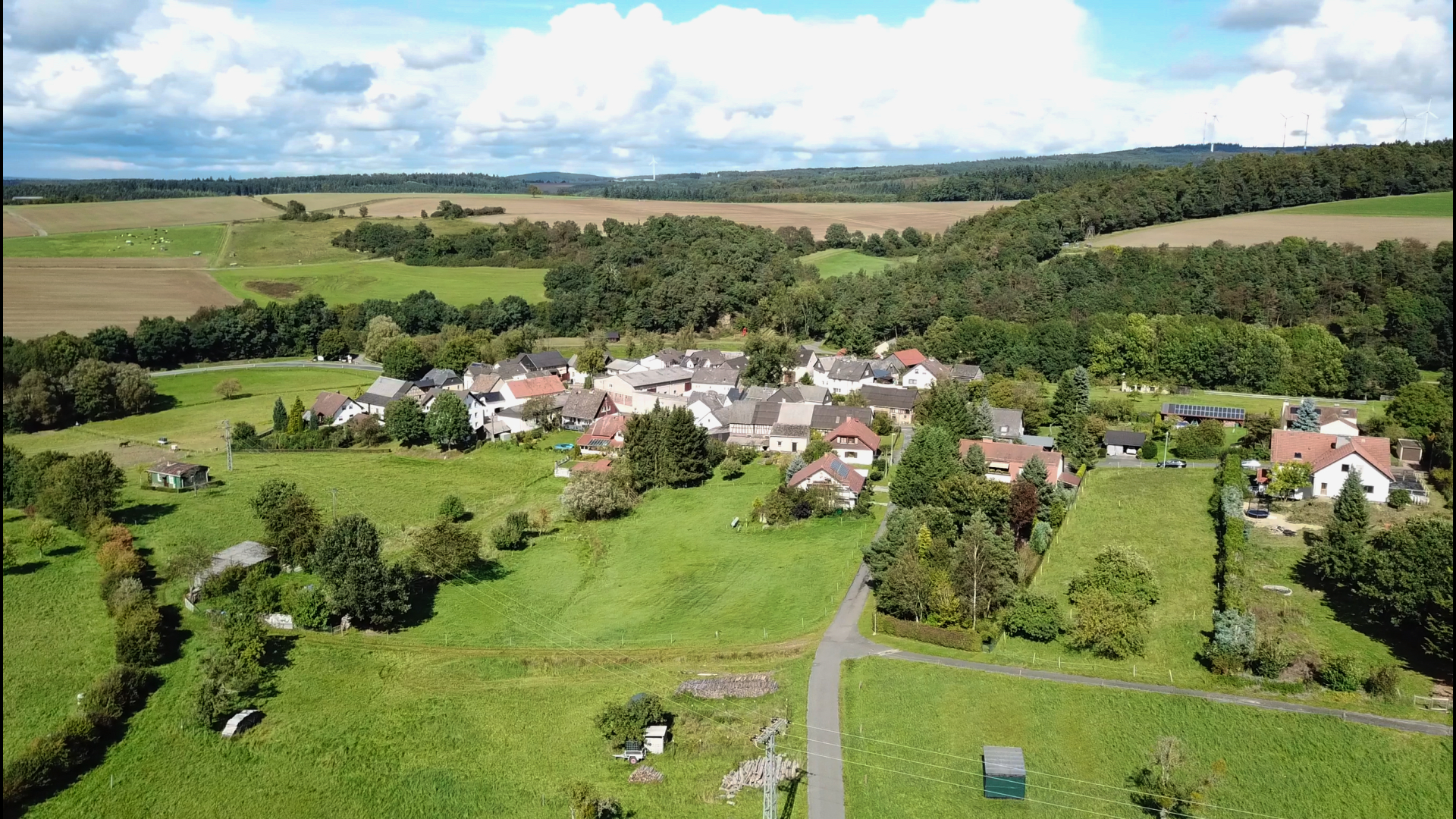
Luftbild von Obermeilingen

Obermeilingen ist ein Ortsteil der Gemeinde Heidenrod im südhessischen Rheingau-Taunus-Kreis.

## Geographie
Der Ort liegt im westlichen Hintertaunus an der Grenze zu Rheinland-Pfalz.

## Geschichte
Das Bestehen des Ortes Milingen superior lässt sich bis in die Zeit um 1250 urkundlich zurückverfolgen.
Das in der Ortsmitte zwischen Ritterstraße und Burgweg freistehend errichtete Backhaus wurde einer Inschrift zufolge 1738 erbaut und ist damit eines der ältesten dörflichen Backhäuser des Kreises.
Im Zuge der Gebietsreform in Hessen schloss sich die Gemeinde Obermeilingen mit 15 weiteren Gemeinden am 31. Dezember 1971 auf freiwilliger Basis zur Gemeinde Heidenrod zusammen. Für Obermeilingen wurde wie für alle anderen Ortsteile ein Ortsbezirk mit Ortsbeirat und Ortsvorsteher eingerichtet.